# Margraviato de Istria
Cuando la autoridad secular de los Patriarcas de Aquileia terminó en 1420, Istria fue dividida entre Venecia y la Casa de Habsburgo austríaca, Duques de Carniola desde 1364. Los Habsburgo añadieron el título de Margrave de Istria a los otros títulos que ya poseían. El título de "Margrave de Istria" persistió hasta el fin del Imperio Habsburgo en 1918.
La Istria Veneciana cayó en manos de la monarquía Habsburgo de acuerdo con el Tratado de Campo Formio de 1797, fue capturada por Napoleón en la Paz de Presburgo de 1805 como parte del Reino de Italia y de las Provincias Ilirias y con el Reino de Iliria toda Istria fue finalmente asignada al Imperio austríaco en el Congreso de Viena de 1815.
Después de la partición del reino Ilirio en 1849, el margraviato de Istria se convirtió en una subdivisión del territorio de la corona del Litoral Austríaco. Recibió considerable autonomía con el establecimiento de la Dieta de Istria en Poreč por la Patente de Febrero (constitución del Imperio austríaco) de 1861.

## Margraves
- Hunfrid, c. 799
- Juan, c. 804 (duque)

Restablecido el Margraviato, mantenido por los condes de Weimar
- Poppo I, 1012-1044, también margrave de Carniola desde 1040
- Ulrico I, 1060-1070, hijo, también Margrave de Carniola
- Enrique  I, 1077-1090

Casa de Sponheim
- Engelberto I, 1090-1096
- Burchard, 1093-1101

Condes de Weimar-Orlamünde
- Poppo II, 1096-1098, hijo de Ulrico I, Margrave de Carniola desde 1070
- Ulrico II, 1098-1107, hermano, también Margrave de Carniola

Casa de Sponheim
- Engelberto II, 1107-1124, hijo de Engelberto I, también Margrave de Carniola, Duque de Carintia desde 1124
- Engelberto III, 1124-1173, hijo, también Margrave de Carniola

Casa de Andechs
- Bertoldo I, 1173-1188, también Margrave de Carniola
- Bertoldo II, 1188-1204, hijo, también Margrave de Carniola, Duque de Merania (como Berthold IV) desde 1183
- Enrique II, 1204-1228, hijo, también Margrave de Carniola
- Otto I, 1228-1234, hermano, también Margrave de Carniola, Duque de Merania desde 1204, Conde Palatino de Borgoña desde 1211 (como Otón II)
- Otón II, 1234-1248, también Margrave de Carniola, Duque de Merania y Conde Palatino de Borgoña (como Otón III)